# Sotalol

Sotalol

Sotalol är en så kallad betareceptor-blockerare som används som behandling av olika hjärtrytmsrubbningar.
Substansen verkar genom att minska stresshormoners effekt på hjärtat i samband med psykisk spänning och fysiskt arbete. Detta leder till att hjärtat slår långsammare, och pumpar ut mindre mängd blod per minut, varvid även blodtrycket sjunker. 
Ett annat vanligt område är behandling av hjärtarytmier, då sotalol även stabiliserar hjärtslagsintervallerna.